# Mot race dans l'article premier de la Constitution de la Cinquième République française
Vous lisez un « bon article » labellisé en 2023.

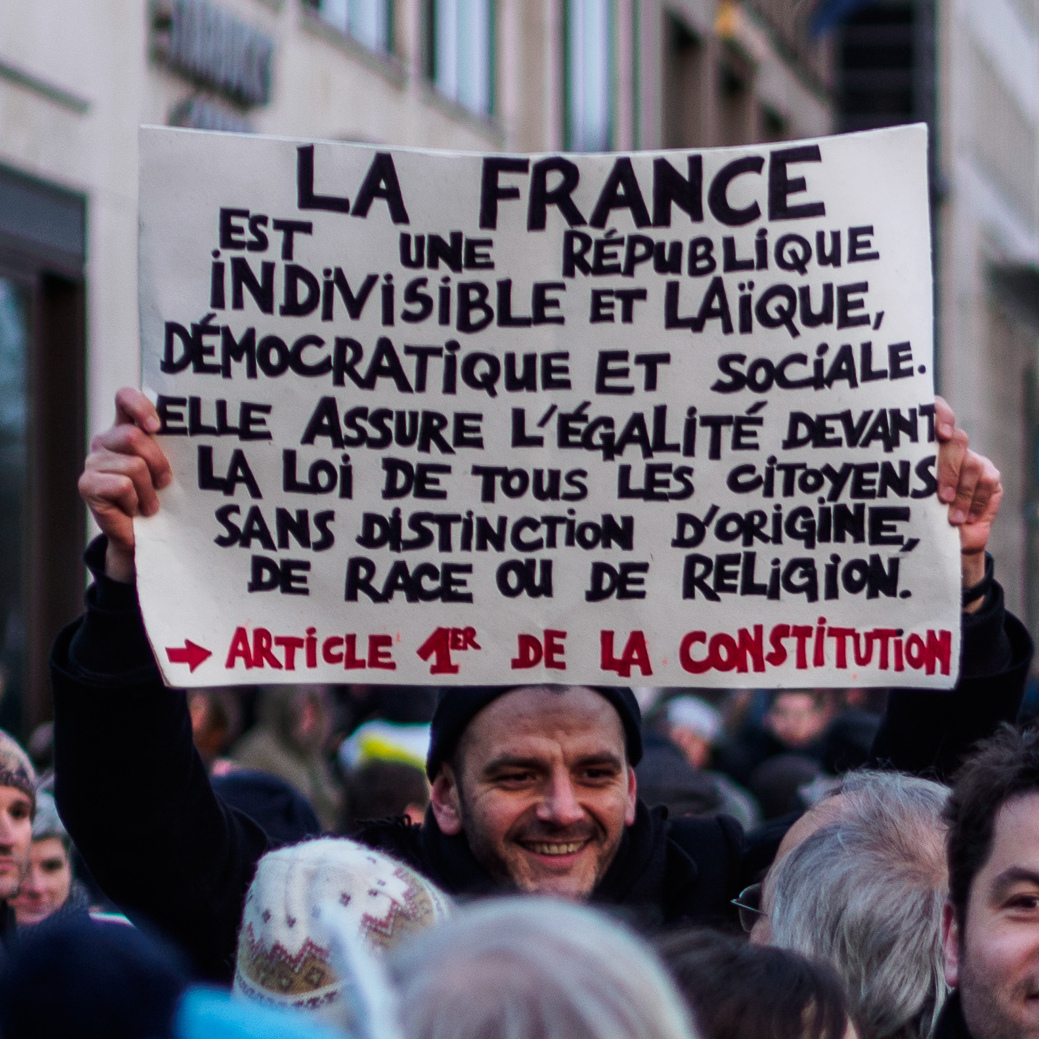
Pancarte brandie dans une manifestation en 2015.

L'utilisation du mot « race » dans l'article premier de la Constitution de la Cinquième République française, qui affirme que la France « assure l'égalité de tous les citoyens sans distinction d'origine, de race ou de religion », a fait l'objet de nombreuses remises en question transpartisanes, mais aucune des tentatives de modification de cette formulation à partir des années 2000 n'a abouti.
Une difficulté vient du fait que le substantif « race » n'est pas défini dans les textes officiels, et qu'il a pris en français des sens très divers : terme du langage courant, terme technique en sciences naturelles, pseudo-concept dans des discours racistes, référence à la Shoah, outil sociologique et juridique. Son éventuelle suppression du texte de la constitution, et plus généralement du droit pénal français, est motivée par la volonté de gommer l'effet de légitimation du concept de race induit par sa mention, mais elle fait prendre le risque d'affaiblir la dénonciation du racisme.
En France, ce débat divise fortement les militants anti-racistes et les personnalités politiques. Les arguments en faveur et en défaveur de la suppression du mot de la Constitution sont constants depuis le début des années 1990, et les échanges sont très passionnés : certains reprochent au mot « race » sa connotation historique ou l'évocation d'une prétendue réalité biologique que la science a réfutée, tandis que d'autres utilisent le mot avec le sens qu’il prend en sociologie, dans un contexte de lutte contre le racisme.

## Genèse du texte
« La France est une République indivisible, laïque, démocratique et sociale. Elle assure l'égalité devant la loi de tous les citoyens sans distinction d'origine, de race ou de religion. Elle respecte toutes les croyances. »
— Article premier de la Constitution en vigueur.

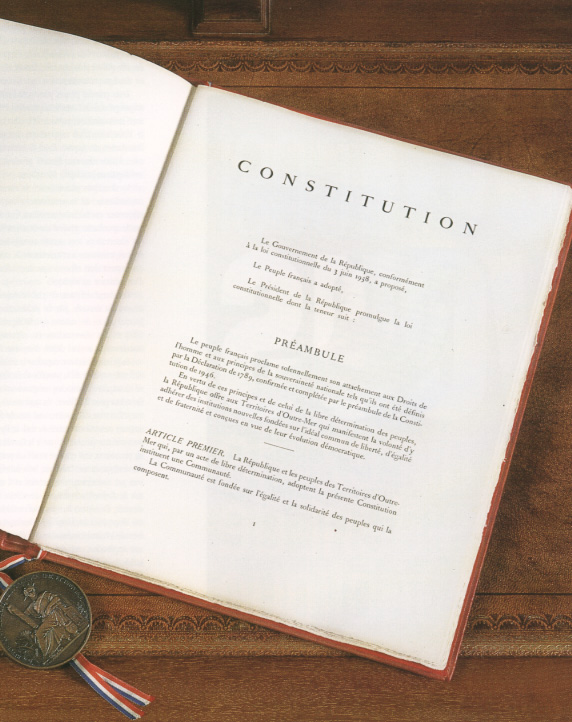
La Constitution de la.

La phrase incluant l'expression « sans distinction de race » était initialement au 1er alinéa de l'article 2 de la Constitution de la Cinquième République française. Elle est déplacée à l'article premier par la révision constitutionnelle du 4 août 1995.
La référence à la « race » ne figurait pas dans l'avant-projet du 29 juillet 1958, adopté par le gouvernement et rédigé sous l'autorité du général de Gaulle et du ministre de la Justice, Michel Debré. Elle est ajoutée par le Conseil des ministres le 3 septembre au moment où le projet définitif est finalisé, peut-être « in extremis » afin d'éviter une polémique sur son absence, sans que l'on sache quel ministre a proposé cette modification.
La Constitution de 1946 n’utilisait le mot « race » que dans la première phrase de son préambule : « […] le peuple français proclame à nouveau que tout être humain, sans distinction de race, de religion, ni de croyance, possède des droits inaliénables et sacrés ». Cette phrase avait été ajoutée par la Commission constitutionnelle présidée par le socialiste André Philip, et la rédaction du premier alinéa avait été adoptée à main levée, le 28 août 1946, sans que nul dans l'Assemblée n'y ait vu autre chose qu'une condamnation du racisme. Quelques mois auparavant, dans le projet d'avril 1946 élaboré en mars, trois tentatives d'ajouts du terme « race » ou « discrimination raciale » avaient été repoussées.
L'article 1 de la Déclaration des droits de l'Homme et du citoyen de 1789, aussi incluse dans le bloc de constitutionnalité, énonçait que « les hommes naissent et demeurent libres et égaux en droits [et que] les distinctions sociales ne peuvent être fondées que sur l’utilité commune ». Cette affirmation était en contradiction avec le maintien de l'esclavage (qui ne sera aboli une première fois qu'en 1794, puis en 1848) : certains constituants craignaient en effet la ruine du royaume et le retour à l’Ancien Régime si l'esclavage et la traite étaient mis en question.

## Analyses sémantiques
D'un point de vue linguistique, l'énoncé de l’article 1er est ambigu. On peut le comprendre comme « certains classifient l'humanité en races ; le droit français ne reconnaît pas cette classification », ou bien « II y a des races ; mais la République française n'a pas à en tenir compte dans le traitement des citoyens », la position du mot « race » au sein de l'énumération origine/race/religion validant implicitement l'existence de ces races. Cette liste fermée donne à chacun des trois termes beaucoup d'importance.
La race a été incluse dans cette liste à une époque où l'on croyait cette notion réelle. Elle y figure au même titre que la religion, qui n’est pourtant pas de la même nature, parce que, contrairement aux différences d'opinions politiques ou de langues par exemple, la race et la religion sont fréquemment à l'origine de discriminations.
Selon Arthur Joyeux, le syntagme « sans distinction de... » ne précise en rien le sens de la phrase, dont le début nous dit déjà qu'elle concerne « tout être humain » ; il ne fait qu'insister sur une opposition aux décisions du régime de Vichy.

## Premières réticences
Dès 1950, peu après l'adoption le 10 décembre 1948 de la Déclaration universelle des droits de l'homme qui mentionne deux fois la « race », les experts de l'UNESCO estiment que « les graves erreurs entraînées par l’emploi [de ce mot] dans le langage courant rendent souhaitable qu’on renonce complètement à ce terme lorsqu’on l’applique à l’espèce humaine », et recommandent d'utiliser l'expression « groupes ethniques » (qu'il est pourtant tout aussi difficile de définir,).
La suppression pure et simple du mot devient en France un objet de débat public à partir de 1990, quand est publié le décret d'application de la loi informatique et libertés, qui autorise les autorités judiciaires et administratives à conserver des données faisant apparaître les « origines raciales »,,. La méfiance à l’égard de l’emploi du mot « race » est alimentée à cette époque par la réapparition en Europe, à l'occasion de la guerre de Bosnie-Herzégovine, du concept de « purification ethnique », et par la redécouverte à Fontenay-sous-Bois du « fichier juif »,.
Le débat revient régulièrement dans l'enceinte du Parlement à partir du début des années 2000.

## De la«race»à la«prétendue race»dans le droit français
La question de la suppression de la notion de race dans la Constitution entraine mécaniquement celle de la modification de l'ensemble de la législation, et spécialement de la législation pénale. Le mot « race » apparaît une première fois dans le droit français en 1928, puis, indépendamment, peu avant la Seconde Guerre mondiale. Il est ensuite alternativement utilisé par des partisans et des détracteurs des théories racistes. Pour rappeler que la notion de race humaine est non pertinente du point de vue de la biologie, il est progressivement remplacé dans la législation antiraciste par des expressions telles que « race vraie ou supposée » ou « prétendue race ».
Le mot « race », qu'on a longtemps cru absent du lexique juridique français jusqu’en 1939, est en fait utilisé pour la première fois dans le Journal officiel avec le décret du 8 novembre 1928, qui permet la naturalisation française d'enfants nés en Indochine d'un père français qui ne les a pas reconnus et d'une mère indigène, à condition que soit apportée la preuve devant les tribunaux que ces enfants appartiennent à la « race française ». Celle-ci est définie de façon biologique et culturelle à la fois. En effet, pour démontrer la « francité », les juristes considèrent les variations de couleur de peau mais aussi de nombreux éléments culturels : politesse, sports, séjours à la mer et à la montagne, etc..
Le mot « race » est ensuite utilisé indépendamment dans les décrets-lois Marchandeau du 21 avril 1939,, qui cherchent à limiter la propagande nazie en réprimant la diffamation commise par voie de presse envers « un groupe de personnes appartenant par leur origine à une race ou à une religion déterminée dans le but d’exciter la haine entre les citoyens et les habitants ». Le texte de présentation de ce décret explique que la race ou la religion s’y appréhendent à partir de l’origine (« une circonstance héréditaire »).

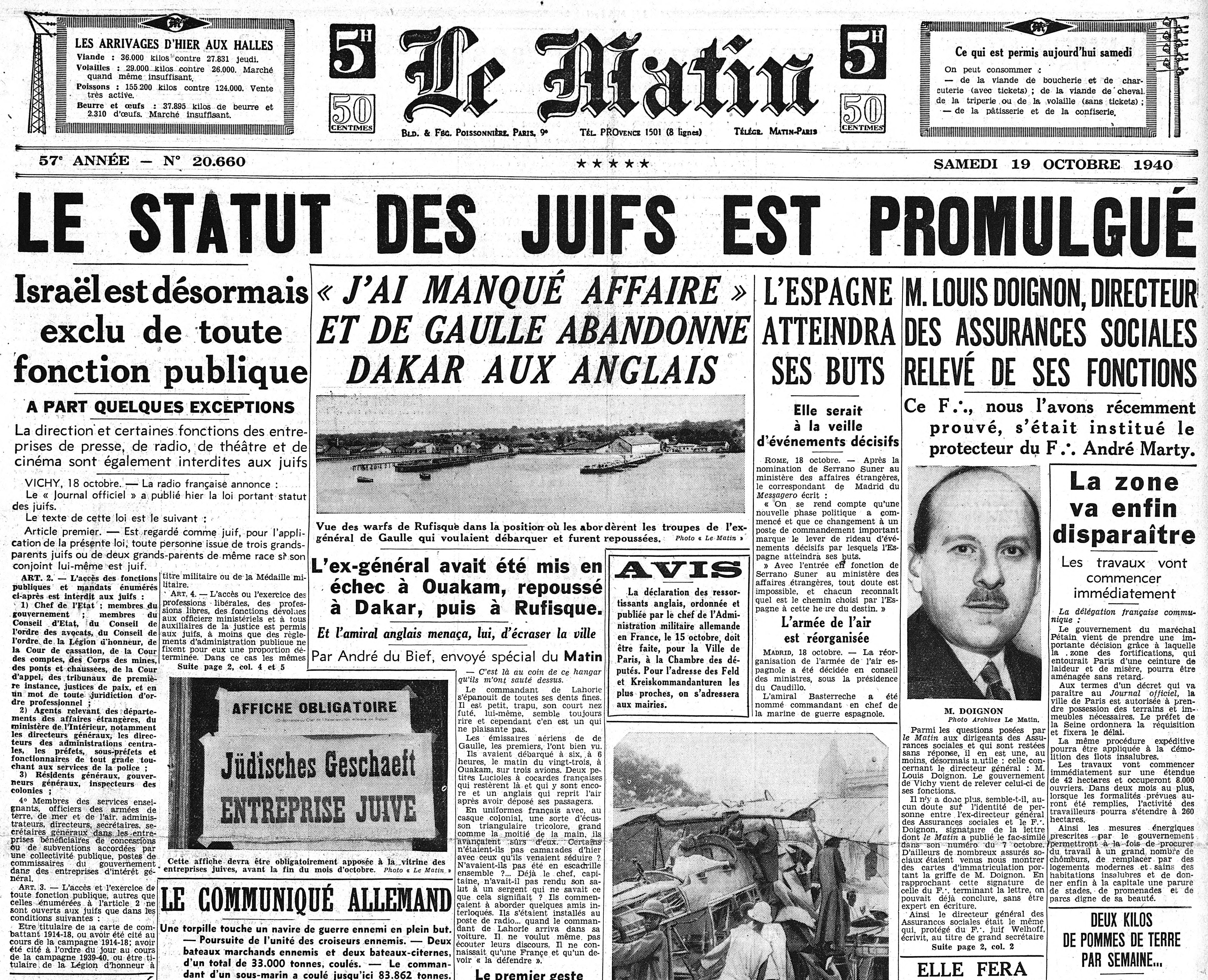
Une du journal Le Matin du 19 octobre 1940, annonçant la promulgation du statut des Juifs.

Le régime de Vichy abroge les décrets-lois Marchandeau et promulgue la loi portant statut des Juifs, qui utilise le mot « race » au service d'une politique antisémite en définissant les conditions d'appartenance à la « race juive ».
Lorsque l'expression « sans distinction de race » est utilisée dans le préambule de la Constitution de 1946 après la Seconde Guerre mondiale, puis dans la Constitution de 1958, l'objectif de la formulation est au contraire de condamner les théories raciales qui fondaient le nazisme et ont servi de justification à la Shoah,.
La loi contre le racisme du 1er juillet 1972 interdit de prendre en compte « l'appartenance d'une personne à une race déterminée ». L’adjectif ne renvoie pas à une détermination objective ou officielle, mais au fait que la personne poursuivie ait visé un groupe particulier de personnes et non pas « les races » en général : proclamer par exemple « l’inégalité des races », comme le fait Jean-Marie Le Pen en 1996, reste possible.
À la fin des années 1970, les biologistes s'accordent sur l'inanité de l'application du concept de race à l'espèce humaine. Pendant le procès de Klaus Barbie, Albert Jacquard explique en quoi « parler de race [humaine] c’est utiliser des mots qui n’ont pas de sens, puisqu’il est impossible de définir des races sans tomber du point de vue scientifique dans l’arbitraire le plus total ».
L'expression « appartenance, vraie ou supposée, à une race » apparait dans le droit français dans la loi du 7 juin 1977, qui complète celle de 1972, mais la loi Gayssot du 13 juillet 1990 interdit encore « toute discrimination fondée sur l’appartenance ou la non-appartenance à une ethnie, une nation, une race ou une religion », et l'expression « race vraie ou supposée » n'est généralisée qu'à partir de l'entrée en vigueur en 1994 de la réforme par Robert Badinter du code pénal. Clémence Lavigne estime que l'adjectif « vraie » pose un problème de compréhension et serait utilement supprimé. Bernard Herszberg — représentant l'association Galilée 90 dont le seul objet est la suppression du mot « race » de la Constitution — regrette que la formule selon laquelle « l'appartenance […] à une race […] déterminée » est dorénavant « vraie ou supposée » relativise la notion d'appartenance, mais pas la race elle-même.
Dans une décision de 2007 relative à la loi du 20 novembre 2007 relative à la maîtrise de l'immigration, à l'intégration et à l'asile, le Conseil constitutionnel a indiqué que la prohibition des distinctions posée par l'article premier de la Constitution interdisait la réalisation de traitements statistiques reposant sur « l'origine ethnique ou la race », même à des fins de recherche.
L'expression « prétendue race », qui insiste sur le fait que les « races » ne sont qu’une illusion et que « ce n’est pas le législateur français qui parle de « race », mais le raciste », utilisée dans le droit belge depuis 2003, n'est introduite dans le droit français qu'en 2016,.
En 2021, la législation antiraciste française n’interdit pas seulement la prise en compte raciste de la prétendue « race », mais toute prise en compte de cette prétendue race, y compris dans une démarche de discrimination positive.
Le décret du 10 octobre 2023 concernant la mise en place du « système informatisé de suivi de politiques pénales prioritaires » (SISPoPP) autorise notamment la compilation de « données révélant l’origine raciale ou ethnique ». Plusieurs syndicats et associations demandent son interdiction au Conseil d’État.

## Arguments en faveur et en défaveur de l'utilisation du mot«race»
À partir des années 1990, certaines propositions entendent effacer purement et simplement le mot «  race  » soit de l’ensemble des textes législatifs, soit uniquement de l'article 1er de la Constitution. Les actes d’un colloque consacré en 1992 à la suppression du mot « race » montrent que les arguments et des contre-arguments n'ont pas changé, : tout le monde veut dénoncer le sens négatif de la « race », mais la suppression du mot risque d'affaiblir les luttes antiracistes.

### L’argument historique
« Je me réjouis de la suppression du mot race au nom duquel on a non seulement échafaudé les pires théories de l’histoire de l’humanité, mais on les a appliquées au cours de la première moitié du XXe siècle,. »

— Éric Coquerel (La France insoumise)

« C’est l’occasion de rayer le mot « race » de notre Constitution. Depuis des années, nos concitoyens l’ont relégué aux oubliettes de l’histoire, car il n’est que le témoin de conceptions et de valeurs qui ne sont plus les leurs,. »

— Jean-Yves Bony (Les Républicains)

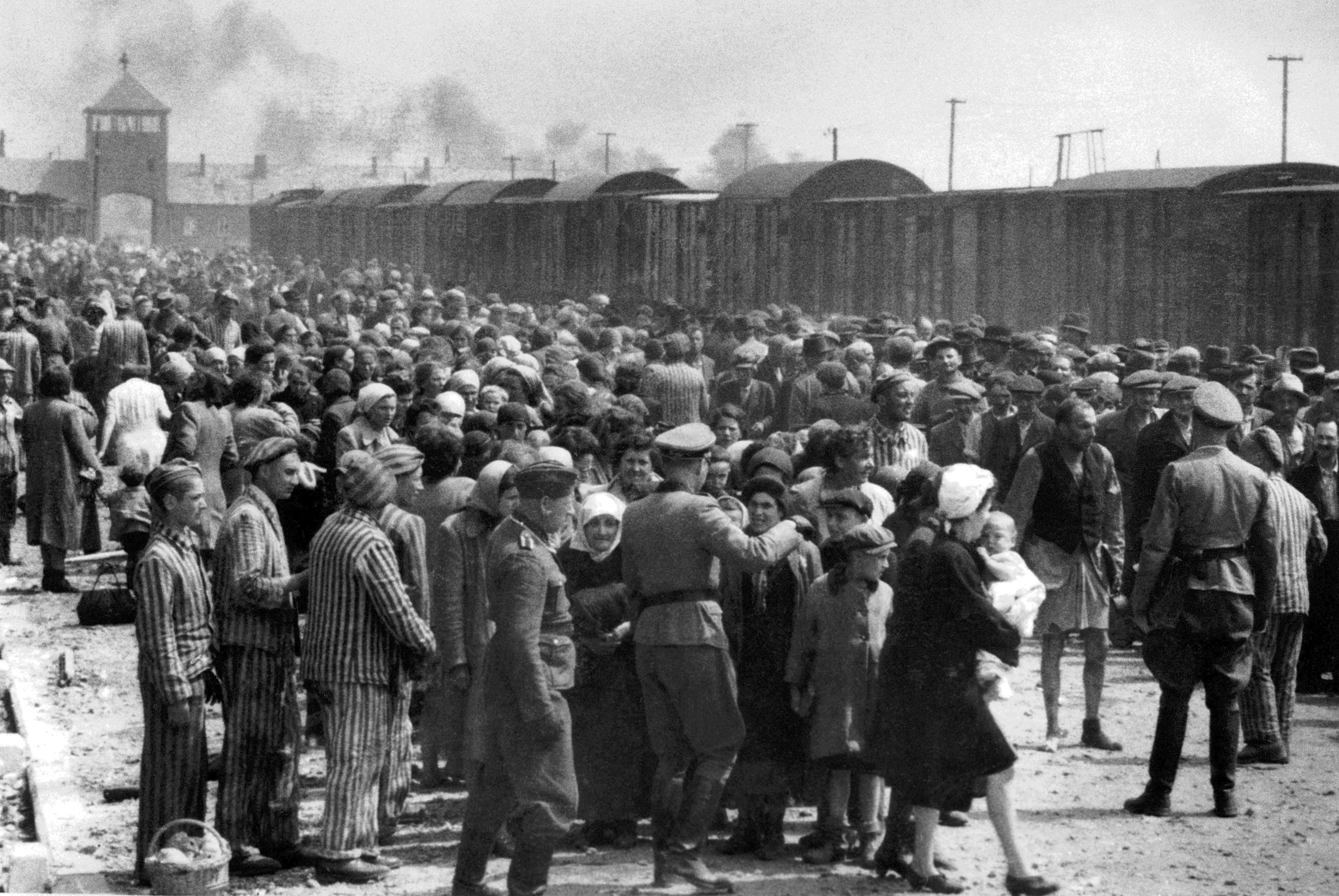
Le camp d'Auschwitz-Birkenau en mai ou juin 1944.

La professeure de droit public Gwénaële Calvès note que « la référence à l’histoire est omniprésente dans les débats sur la suppression du mot « race ». Mario Stasi, président de la LICRA depuis 2017, affirme par exemple en 2018 que le mot « race » « doit disparaître de notre ordre juridique », expliquant que sa présence dans la Constitution « renvoie à un temps où son usage était généralisé », et, de fait, la Constitution a été écrite à une époque où l'on croyait la distinction raciale réelle.
Magali Bessone objecte que si le racisme n'a pas disparu, c'est qu'il ne résulte pas que de conceptions et valeurs obsolètes, et selon Calvès, l'argument historique peine à justifier la reformulation de l'article 1er puisqu'il semble évident que ce n'est « pas en son sens génocidaire que le mot est employé dans le droit français ». Contrairement à l'époque du régime de Vichy, le mot « race » n’est aujourd’hui pas défini dans les textes officiels, et il y est utilisé sur le ton de la dénégation ; selon la juriste Clémence Lavigne, cela implique que cette utilisation du mot « n’induit pas la reconnaissance par le législateur d’un classement de l’espèce humaine en différentes races ».

### L'argument biologique

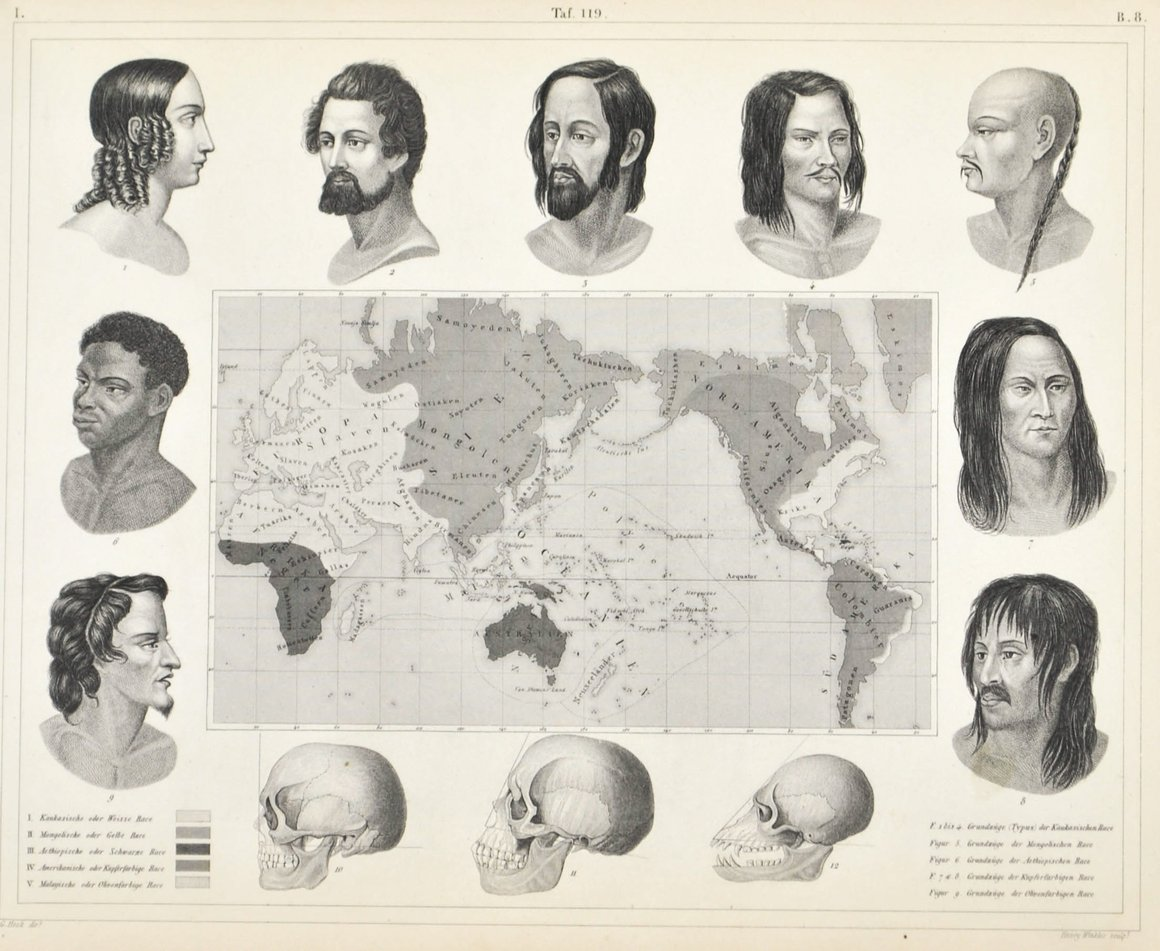
Variétés de l'humanité (Iconographic Encyclopedia of Science, Literature and Art - 1851), carte basée sur les théories de l'anthropologue Johann Friedrich Blumenbach, qui a affirmé au XIXe siècle que les humains sont une seule et même espèce et que les races sont égales dès lors qu'elles sont égales en opportunités.

Selon cet argument, puisque la validité scientifique du concept de race humaine a été réfutée, l'utilisation du mot race dans la Constitution est une contradiction entre le droit et la science qu'il faut réparer.

« Cette contradiction entre le droit et la science ne peut plus perdurer. »

— Michel Vaxès (PCF), dans l'exposé des motifs de sa proposition de loi en 2003
Dans une variante de cet argument, il s'agit de remettre la Constitution en conformité avec une vérité anthropologique fondamentale.

« Il y a 60 ans, Claude Lévi-Strauss disait qu’il n’y avait qu’une seule race, l’intégralité de l’humanité : supprimer le mot race, c’est reconnaitre l’être humain dans son humanité, sa culture et sa dignité. »

— Serge Letchimy (Parti progressiste martiniquais, apparenté au groupe socialiste de l'Assemblée nationale)
Au contraire, pour les rédacteurs de la loi de 1972 relative à la lutte contre le racisme (dite improprement loi Pleven,) — initiée pour mettre en conformité la législation française avec la Convention internationale sur l'élimination de toutes les formes de discrimination raciale —, et de la loi Gayssot (1990), c'est justement parce que la race n'existe pas que le droit doit se donner les moyens de lutter contre le racisme.
Certains juristes expliquent aussi que la réalité ne s’impose pas au droit : c'est le droit qui invente le monde, notamment grâce à de grands principes comme ceux qui énoncent que « les hommes naissent et demeurent libres et égaux en droits ». Il ne faut donc pas confondre les discours scientifique et juridique : l'expression du racisme n'est pas pénalisée parce qu'il s'agit d’une théorie fausse, mais parce qu'elle est considérée comme nuisible pour les valeurs démocratiques qui sont exprimées dans la Constitution. Le généticien Albert Jacquard considère également que « la question du racisme n'est pas un problème scientifique, mais un enjeu philosophique et moral », et que de toute façon, la démonstration scientifique que les races biologiques n'existent pas aurait peu de chance de convaincre les personnes qui constatent dans la rue que d'autres « ne sont pas comme elles » ; « la biologie n'a aucunement la possibilité d'apporter un fondement scientifique à la conviction philosophique de l'égale dignité des êtres ».
Par ailleurs, le risque d'essentialisation du concept de race existe toujours,, y compris dans la littérature scientifique,, et de nombreux chercheurs alertent sur le fait que l'utilisation de l'argument biologique est à double tranchant : si de nouvelles découvertes scientifiques venaient justifier la notion de « race biologique », elles invalideraient l'idée que le racisme doit être réprimé en raison de sa fausseté,,. 

### L’argument pédagogique
« Il ne s’agit pas de remplacer le mot race par d’autres : il s’agit de le supprimer, de l’éradiquer. Aucune idée de race ne doit subsister au sein de notre société,. »

— Laetitia Avia (députée LREM, présidente de la mission de lutte contre le racisme et l’antisémitisme sur Internet)

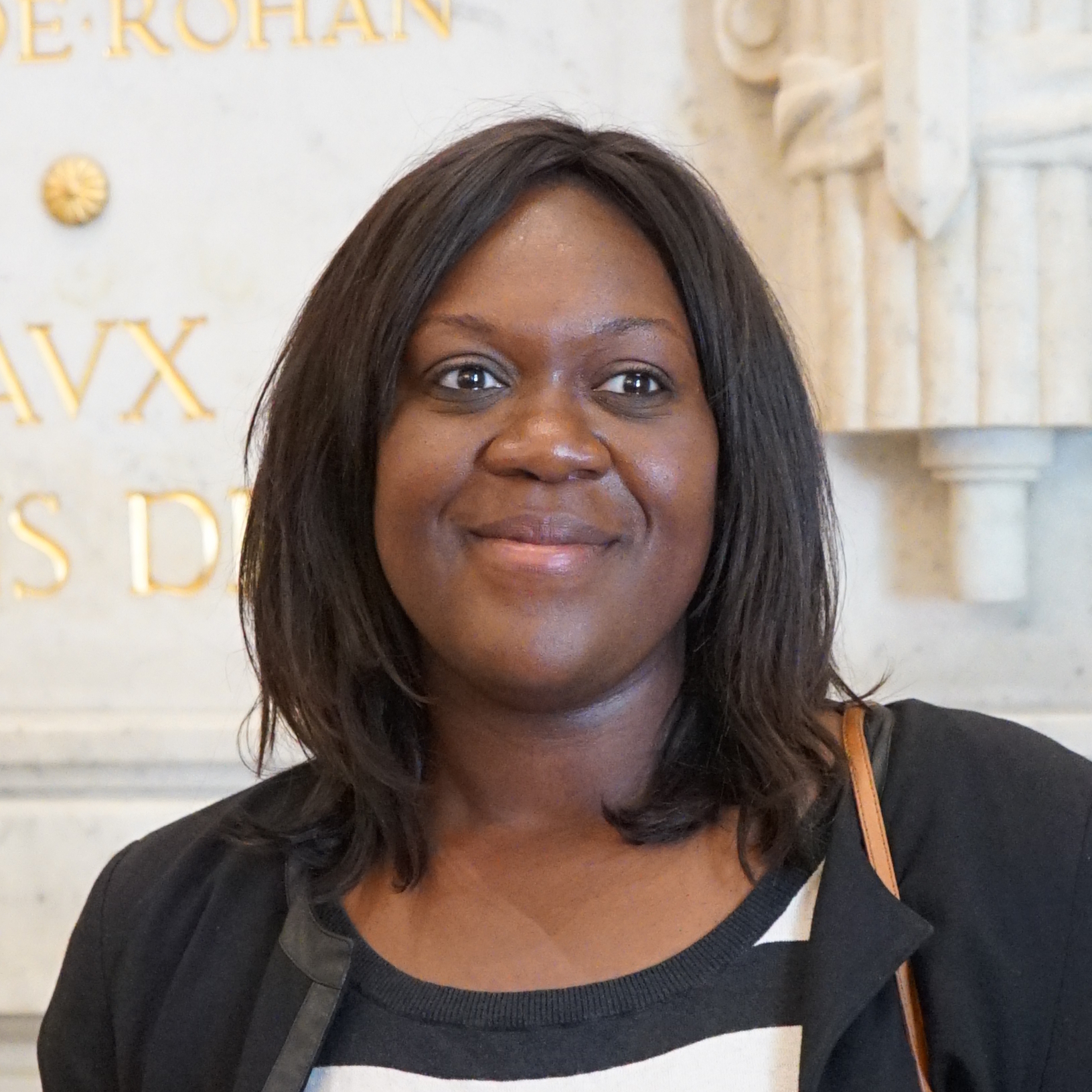
Laetitia Avia en 2017.

Le député communiste François Asensi intervient en 2013 à l’Assemblée nationale pour expliquer que la présence du mot dans le droit contribue à « en banaliser l’usage, y compris par les plus jeunes de nos concitoyens » et donne « au discours raciste [une] forme de légitimation »,.
Selon Gwénaële Calvès, l'idée que le racisme est lié à un manque d'information des progrès de la science est peut-être à l'origine des débats qui conduisirent en 1990 à criminaliser le négationnisme de la Shoah.

### L'argument du symbole
« La signification juridique est forte. Supprimer le mot « race » représente évidemment un symbole puissant,. »

— Nicole Belloubet (ministre de la Justice dans le second gouvernement Philippe, sous la présidence d'Emmanuel Macron)

« Le signal que la France lance à la face du monde sera nécessairement perçu comme parfait,. »

— Gabriel Serville (député de la Guyane, membre du groupe Gauche démocrate et républicaine)
Selon cet argument, la reformulation est performative : c’est le geste même de la suppression du mot « race » qui permet d’exprimer l’égalité entre tous les citoyens.

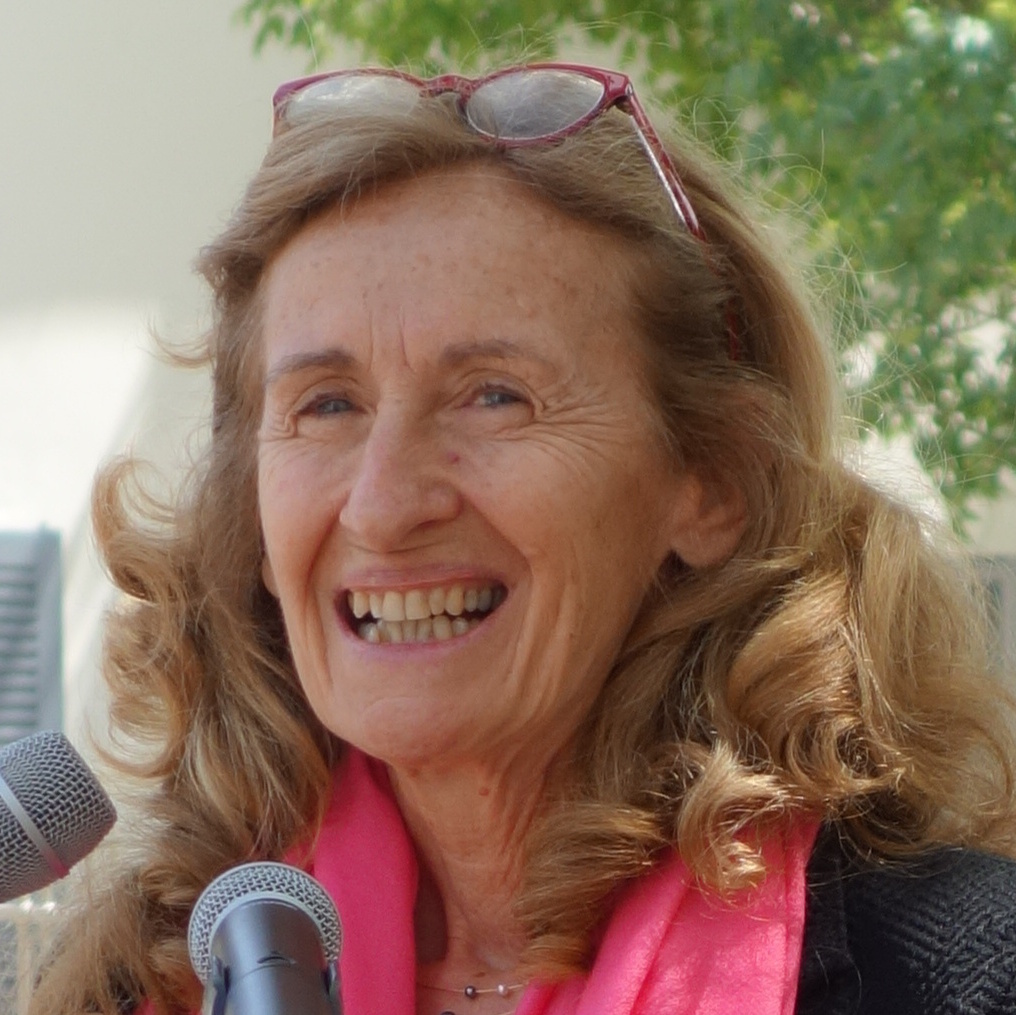
Nicole Belloubet en 2018. Elle était ministre de la Justice au moment du vote à l'Assemblée Nationale du projet de loi constitutionnelle pour une démocratie plus représentative, responsable et efficace, qui prévoyait de supprimer le mot race de l’article 1er de la Constitution (projet abandonné).

Le philosophe Étienne Balibar pense au contraire que le symbole serait négatif : il faut, pour s'en convaincre, « imaginer le sens, et les effets, en France et hors de France d'une décision du peuple français de rayer de sa Constitution les mots « égalité devant la loi… sans distinction de race… […] Il s'agirait de la décision de supprimer « symboliquement » l'une des expressions et des condamnations majeures de la discrimination et l'un des moyens de fait de sa répression, et donc de la résistance à son institutionnalisation ». Selon le constitutionnaliste François Borella, supprimer de notre Constitution un mot qui est utilisé en réaction au nazisme et pour condamner la discrimination raciale dans les Constitutions de tous les États et tous les traités internationaux sur les droits de l'homme serait nécessairement interprété à l'inverse des intentions des promoteurs de celle-ci.
Au sujet de l'ambition de l’interprétation expressiviste du droit, la professeure de théorie politique Cécile Laborde estime cependant que « ce qui compte, ce n’est pas ce que le Gouvernement a l’intention de communiquer, ni comment les citoyens perçoivent subjectivement les messages, mais plutôt de savoir si les messages du Gouvernement expriment objectivement des attitudes appropriées à l’égard des citoyens ». Pour de nombreux chercheurs en France et aux États-Unis (dans le contexte de la Critical race theory), l'élimination de la « race » est un geste d’ignorance et de disqualification des connaissances situées, plutôt qu'un geste d’émancipation : c’est le fait de « dire la race » (évidemment, dans son acception constructiviste), qui est l’expression la plus claire de l’antiracisme. Supprimer le mot, c'est refuser de se placer du point de vue des intéressés, et prendre le risque d'effacer la trace de leur discrimination.

### L'argument universaliste
« Cette réécriture de l’article premier de la Constitution, conformément à notre tradition républicaine universaliste, replacerait la France, comme ce qu’elle n’aurait jamais dû cesser d’être : un modèle pour la protection de l’égalité des citoyens devant la loi. »

— Ferdinand Mélin-Soucramanien, professeur de droit public à l’Université de Bordeaux
La suppression est conforme à la politique dite « color-blind » de la France : selon l'idéal républicain universaliste, la lutte contre le racisme passe par la suppression de toute forme d’attention portée au critère racial,,.
Le président de la LICRA Mario Stasi estime ainsi que la reformulation consistant à supprimer le mot « race » permettrait de « répondre à ceux qui voudraient faire accroire l’idée qu’il régnerait en France un « racisme d'État » en exhibant l’article 1er de notre Constitution », à un moment où, selon lui, « le péril identitaire exhume une langue néocoloniale et offre à la « race » et à sa funeste descendance une seconde jeunesse : « ateliers racisés », « formation syndicale en non-mixité raciale », « blanchité raciale ».
La juriste Danièle Lochak s'oppose à ce raisonnement, en défendant l'idée que l'idéal universaliste, qu'on devrait considérer « non plus comme un point de départ qui serait d’ores et déjà acquis mais comme un objectif à atteindre », « doit se construire à partir de l’acceptation des identités plurielles, non de leur négation ». Selon elle, les « tentatives de faire disparaître le mot « race » […] ressemblent fort à une forme de political correctness destinée à se donner l’illusion qu’on agit ». Elle prend ainsi position dans la controverse qui oppose classiquement les partisans d'un antiracisme « universaliste » (que certains critiquent en le qualifiant de « moral ») et d'un antiracisme « politique » (que d'autres considèrent « identitaire »), tout en mettant en garde contre un « essentialisme inversé », qui aurait pour conséquence d'enfermer les individus dans des identités exclusives et immuables.

### Le point de vue sociologique
« Non, la race n’existe pas. Si, la race existe. Non certes, elle n’est pas ce qu’on dit qu’elle est, mais elle est néanmoins la plus tangible, réelle, brutale, des réalités,. »

— Colette Guillaumin
L'affirmation que « les races humaines n'existent pas » repose l'acception naturaliste du concept et écarte son acception socioconstructiviste, qui domine pourtant dans le champ des sciences sociales françaises depuis les travaux de la sociologue Colette Guillaumin : la race n'a pas de légitimité biologique, mais elle est une construction et une réalité sociale,,, décrite aujourd'hui par les sociologues en utilisant des expressions telles que « racisation » ou « racialisation » qui soulignent le processus raciste d’altérisation.

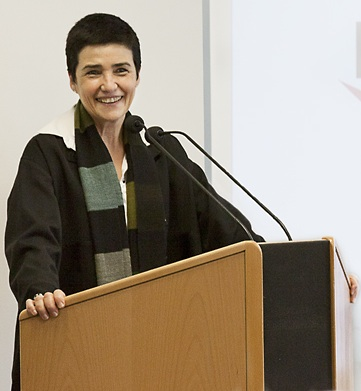
L'universitaire Simone Bonnafous (photographiée en février 2012) a contribué à l'organisation du colloque consacré en 1992 à la suppression du mot « race » de la Constitution.

Le mot « race » est ainsi largement utilisé en sciences sociales pour décrire une « catégorie imaginaire puissante » qui sert de justification à des rapports de domination dans la société,,,. Simone Bonnafous et Pierre Fiala expliquent que « la race imaginaire a des effets dans les pratiques sociales et l'article 2 de la Constitution dénie toute validité juridique à cette race imaginaire ». La philosophe Chantal Delsol ajoute que « le droit ne doit rien laisser échapper de la réalité sociale : il lui faut prendre en compte même les différences inventées ou délirantes, et surtout celles-ci ».
Pap Ndiaye défend également l'utilisation du mot « race » dans la Constitution en insistant sur l'idée que « l’usage de la catégorie raciale n’implique pas un engagement ontologique douteux du législateur ou du chercheur sur l’existence des « races », mais l’utilisation pragmatique d’une catégorie située pour décrire des phénomènes discriminatoires ».

### L'argument pragmatique

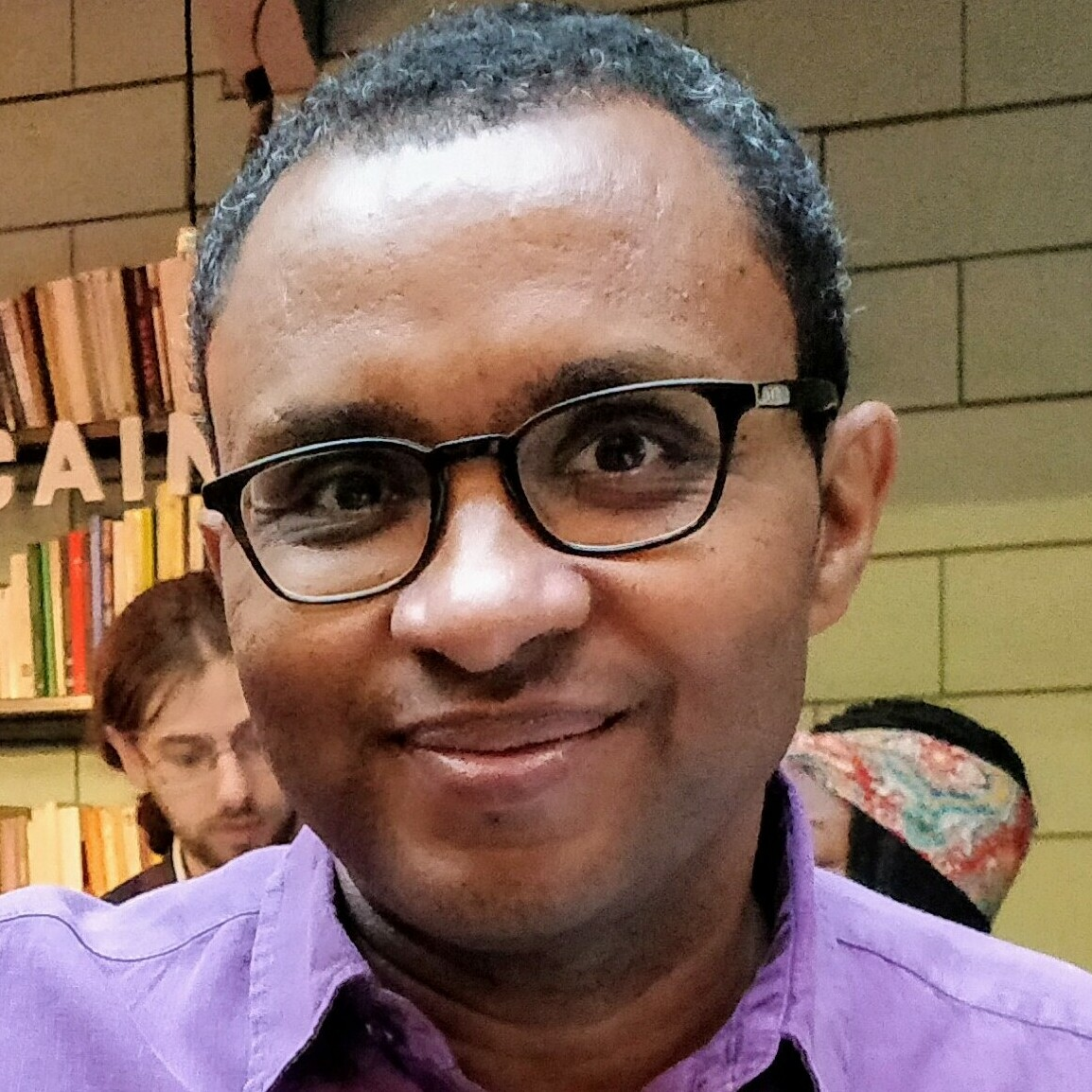
Pap Ndiaye en 2018. Historien, cofondateur du Conseil représentatif des associations noires et Ministre de l'Éducation nationale de mai 2022 à juillet 2023, il est très opposé en 2018 à la suppression du mot race de l'article 1er de la Constitution.

Plusieurs voix attirent l'attention sur le risque de fragilisation des lois antiracistes en cas de suppression du mot « race ». Parmi eux le constitutionnaliste Didier Maus, les professeurs de droit Bertrand Mathieu et Jean-Philippe Derosier, le philosophe Éric Deschavanne, ou l'historien Pap Ndiaye, qui s'oppose en 2018 à la suppression du terme controversé de l'article 1er en estimant qu'elle sera « typiquement l'un de ces grands gestes législatifs pleins de bonnes intentions, mais dont les effets seront négatifs »,.
Le philosophe Pierre-André Taguieff qualifie la suppression du mot de « victoire imaginaire » : selon lui, on devrait alors aussi supprimer les mots dérivés (« raciste », etc.), ce qui laisserait entendre que la discrimination raciale n'est plus interdite. C'est aussi l'avis du Défenseur des droits Dominique Baudis, sollicité en 2013 au sujet de la proposition de loi tendant à la suppression du mot « race » de la législation : il reconnait l'intérêt symbolique du projet, mais s'inquiète de ses conséquences pratiques. La philosophe Antonia Soulez estime elle aussi que « la négation noir sur blanc, en particulier dans un texte constitutionnel [a] la force effective d'une position consistant à dire « non » à un critère de race. La négation disparaissant, et le mot race avec elle, c'est la Constitution qui ne répondra plus le jour où, pour faire pièce aux racismes renaissants, il faudra la solliciter ».
D'autres estiment au contraire que l'arsenal juridique ne serait pas fragilisé par la suppression du mot race de l’article 1er. Ainsi, le constitutionnaliste Olivier Duhamel déclare en 1992 qu'introduire le « refus du racisme » dans la Constitution permettrait de se passer du « race » sans affaiblir la législation antiraciste. La garde des sceaux Nicole Belloubet explique en 2018 que demeurent « de nombreux filets de sécurité juridique dans le préambule de la Constitution de 1958 qui renvoie à celui de 1946 » et dans la déclaration des droits de l'homme et du citoyen de 1789, qui font tous deux partie du bloc de constitutionnalité,. Magali Bessone commente que Nicole Belloubet semble cependant ainsi reconnaitre que la « race » n’est pas une catégorie intrinsèquement anachronique mais un outil juridique indispensable. Françoise Verges objecte aussi dans une tribune que le Préambule de la Constitution du 27 Octobre 1946, qui n’a jamais fondé un recours contre les discriminations raciales devant le Conseil Constitutionnel, ne protège pas contre le racisme comme le fait l’article 1 de la Constitution de 1958.

## Tentatives législatives de suppression du mot «race»
Depuis 2002, au moins dix tentatives de suppression du mot « race » de la Constitution ou de la législation pénale française ont échoué. C'est notamment le cas en 2013 du projet de loi modifiant la législation française voté par l'Assemblée nationale mais jamais débattu au Sénat, et en 2018 de la révision constitutionnelle abandonnée.
En novembre 2002, dans le cadre de l'examen du projet de loi constitutionnelle relatif à l'organisation décentralisée de la République, le socialiste Victorin Lurel dépose un amendement, rejeté par le groupe UMP, pour supprimer la référence à la « race » dans la Constitution. En mars 2003, un amendement du député communiste Michel Vaxès visant à remplacer les mots « race » et « racial » dans la législation par « ethnie » et « ethnique »,, est rejeté par la droite au motif que cela supprimerait l'exigence de la lutte contre le racisme. Cette même année, le groupe communiste et républicain de l’Assemblée nationale dépose une proposition de loi tendant « à la suppression du mot « race » de la législation française », mais les auteurs précisent toutefois « nous avons pris le parti de ne pas proposer de modification dans le Préambule de la Constitution de 1946 et dans la Constitution de 1958, qui sont les textes fondateurs de notre République et qui ont, par conséquent, une valeur historique ». En 2004 et 2007, Victorin Lurel et le groupe socialiste proposent de nouveau un projet de loi constitutionnelle visant à supprimer le mot « race » de l’article 1er de la Constitution et un amendement proposant de substituer au mot « race », celui « d’origines », tous deux rejetés par l’Assemblée,. Le 15 mai 2008, c'est au tour d'Arnaud Montebourg de proposer un amendement visant la suppression du mot « race » de l’article 1er à l'occasion de la préparation de la loi constitutionnelle modernisant les institutions de la Ve République,. Robert Badinter s'y oppose au Sénat,. La proposition d’amendement est rejetée par le rapporteur.

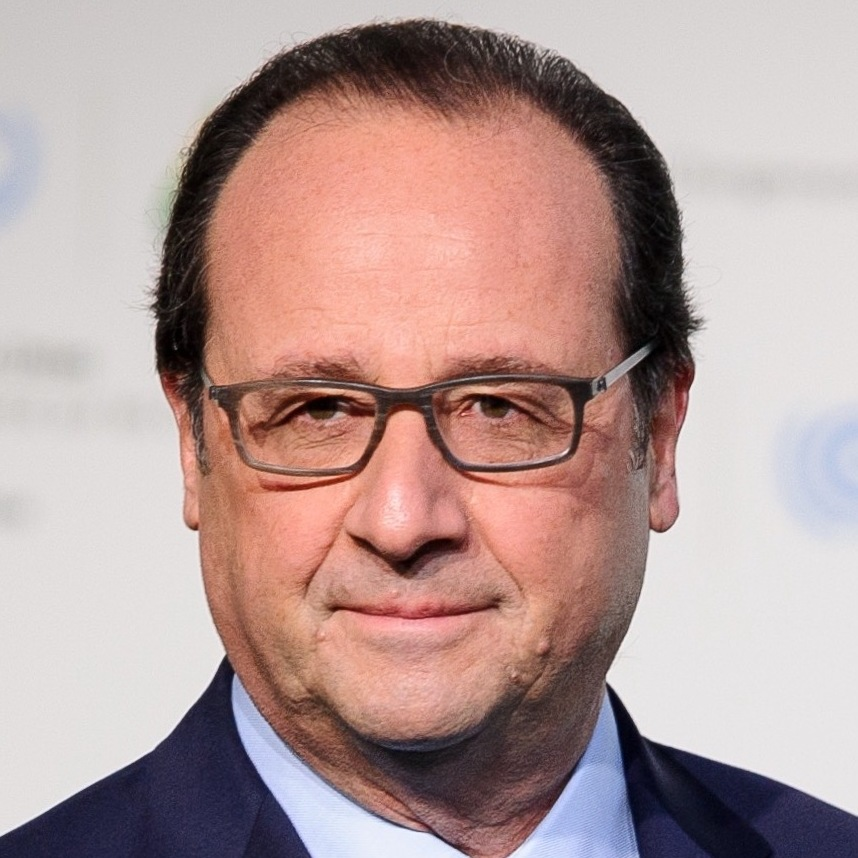
François Hollande (ici en 2015) s'était engagé en 2012 à supprimer le mot race de la Constitution.

Lors d'une réunion publique consacrée à l'outre-mer durant la campagne de l'élection présidentielle de 2012, le candidat socialiste François Hollande s'engage à faire supprimer le mot « race » de la Constitution, se justifiant ainsi : 

« La République ne craint pas la diversité parce que la diversité, c'est le mouvement, c'est la vie. Diversité des parcours, des origines, des couleurs, mais pas diversité des races. »

— François Hollande
 Ses adversaires s'y opposent. Nicolas Sarkozy déclare le 26 mars 2012 à Ormes que « toucher à ce texte c'est un blasphème, c'est une négation de ce qu'est l’identité de notre pays, l’histoire de notre pays, c’est une insulte à ceux qui l’ont écrite », et se dit attaché à l'objectif historique antiraciste du texte constitutionnel. Marine Le Pen veut conserver un moyen de lutte contre ce qu'elle appelle le racisme anti-blanc. Dans les deux cas, selon l'analyse de l'universitaire Camille Bouzereau, il s'agit de détourner la proposition de François Hollande pour la ridiculiser : Nicolas Sarkozy déclare ainsi le 30 mars 2012 qu'il faudrait « pour résoudre le problème du chômage, supprimer le mot « chômeur », on serait tranquille ! »
Après l'élection de François Hollande, la modification promise n'est pas dans le projet de révision constitutionnelle présenté en mars 2013, mais le PS apporte son soutien à la proposition de loi rapportée par le député de la Martinique Alfred Marie-Jeanne et portée par le groupe Front de gauche, visant à modifier la législation française (notamment le Code pénal, le Code de procédure pénale et la loi sur la liberté de la presse, mais pas la Constitution),. Les modifications consistaient à affirmer que « la République combat le racisme, l'antisémitisme et la xénophobie [et] ne reconnait l’existence d’aucune prétendue race », et aurait partout remplacé « race » par « raciste », « pour des raisons racistes » ou « fondé sur des critères racistes »,. Christiane Taubira, alors ministre de la Justice, salue « un acte nécessaire, noble, fort, dans une période où l'on voit une résurgence, une désinhibition du rejet de l'autre ». Mais le texte adopté par l'Assemblée nationale le 16 mai 2013 n'est pas débattu par le Sénat,. En 2015, le Front de gauche relance les sénateurs après l’évocation par la députée européenne (LR) Nadine Morano d’une « race blanche », mais en vain.
Pendant le mandat d'Emmanuel Macron (LREM), lors de l’examen en commission du projet de loi constitutionnelle « pour une démocratie plus représentative, responsable et efficace », les députés votent le 27 juin 2018 à l’unanimité des présents (119 votants) pour la suppression du mot « race » de l’article 1er de la Constitution (mais il devait être conservé dans le préambule de la Constitution de 1946), et y introduisent également l’interdiction de « distinction de sexe »,. L’article premier devait être reformulé ainsi : « La France est une République indivisible, laïque, démocratique et sociale. Elle assure l’égalité devant la loi de tous les citoyens sans distinction de sexe, d’origine ou de religion ». L'amendement est adopté en séance le 12 juillet 2018 à l'Assemblée nationale à l'unanimité, mais sans les voix de l'extrême droite,,. Cette révision constitutionnelle est interrompue par l'affaire Benalla, puis abandonnée,,. L'année suivante, la modification n'apparait plus dans la nouvelle version du projet de loi constitutionnelle, rebaptisée « pour un renouveau de la vie démocratique »,,. La députée Delphine Batho (alors non-inscrite dans un groupe parlementaire) propose de réintroduire cette modification consensuelle de l'article 1er, mais le gouvernement insiste pour que le débat ne porte que sur les travaux de la convention citoyenne pour le climat et l'amendement est rejeté en commission des Lois. Cette révision constitutionnelle est finalement elle aussi abandonnée.
En juin 2020, dans le contexte de forte mobilisation antiraciste consécutif au meurtre de George Floyd, le ministre de la ville et du logement Julien Denormandie (LREM) tente de rouvrir le débat,. La suppression du mot « race » revient ensuite en mars 2021 dans une série de cinq amendements du groupe socialiste à un projet de modification de l'article 1er de la Constitution accompagnant la loi portant lutte contre le dérèglement climatique et renforcement de la résilience face à ses effets. Les amendements sont rejetés et le projet de réforme constitutionnelle est lui aussi abandonné. En juillet 2021, la proposition de loi constitutionnelle déposée par François Jolivet (LREM, absent au moment du vote en 2018), avec pour seul argument dans son exposé des motifs que « la persistance de [la mention du mot race] est aujourd’hui mal comprise, à rebours de l’intention initiale », reste sans suite,.

## Alternatives à la suppression du mot«race»
« Le jour où on aura supprimé le mot racisme, est-ce qu'on aura supprimé l'idée ? Enfin c'est absurde ! »

— Nicolas Sarkozy en mars 2012

« Même si l’intention est louable, abolir la « race » dans les sciences sociales ou la Constitution ne fera pas disparaître les discriminations fondées sur elle. »

— Pap Ndiaye en 2019
Les universitaires Simone Bonnafous et Pierre Fiala ont noté que l'interdiction légale de l'emploi d'un mot n'a jamais eu un effet positif sur les comportements sociaux. Supprimer simplement le mot « race » de la Constitution, la solution défendue par l'Association Galilée 90 et choisie par certains législateurs, est souvent considéré comme symboliquement dangereux,,, absurde, naïf ou vain : ce serait selon la philosophe libérale-conservatrice Chantal Delsol « l'expression d'une pensée magique, ou idéologique : pensée qui croit pouvoir réinventer la réalité en gommant des mots, comme dans l'univers d'Orwell ». Nombreux sont ceux qui insistent sur l'idée que cela ne mettrait pas fin au racisme, (ce que reconnaissaient d'ailleurs les parlementaires qui ont voté sa suppression en 2013).
Selon Gwénaële Calvès, la substitution de « race » par « raciste » ou « pour des raisons racistes », approuvée par la seule Assemblée nationale en 2013, « aurait conduit [en droit pénal] à s'interroger sur les mobiles de l'auteur d'une discrimination, alors qu’ils n’entrent bien sûr jamais en ligne de compte pour caractériser un délit. Hors champ pénal, elle aurait absous toutes sortes de discriminations, à commencer par les discriminations indirectes non intentionnelles ». Le remplacement de « race » par une expression utilisant l'adjectif « raciste » a été discuté par l'avocat Emmanuel Derieux, qui estime aussi que cela rendrait le travail du juge davantage marqué par la subjectivité, puisqu'il serait difficile d'établir l'intention raciste d'une personne qui a discriminé. Et le pluriel dans l'expression « pour des raisons racistes » interroge : implique-t-il qu’il y en ait au moins deux ?
Le constitutionnaliste Olivier Duhamel énumère en 1992 quatre solutions de remplacement : « la dénonciation (remplacer « race » par « prétendue race ») ; la substitution (remplacer « race » par « ethnie ») ; l'abstraction (remplacer « race » par un interdit explicité du genre toute catégorie ayant pour objet une discrimination entre les êtres humains) ; la rectification (remplacer « race » par, disons, caractères génétiques) ». Il estime que la dénonciation est vaine (« à l'ère médiatique, la dénégation ne vaut rien. Si vous mettez prétendue race, les gens entendent race. Et en termes de portée politique, nous aurions labouré la mer ») ; qu'utiliser le terme « ethnie » n'est qu'une euphémisation (dont Étienne Balibar dit qu'elle contribue au discours raciste) ; que l'utilisation d'une périphrase abstraite manque son but pédagogique ; mais que la rectification moderniste introduirait une « protection à l'encontre des sociobiologistes et racialistes de toutes sortes ». Il propose, en assumant l'effet de redondance, une formule qu'il estime politiquement et juridiquement utile : « […] sans distinction à raison de l'origine, de la religion, des caractères génétiques réels ou prétendus, de l'appartenance ethnique réelle ou supposée ainsi que de toute catégorie ayant pour objet une discrimination entre les êtres humains ».
Simone Bonnafous et Pierre Fiala dénoncent les dérives d'une réglementation judiciaire en matière de langage, et proposent de remplacer la liste ternaire (sexe/race/religion) par une liste ouverte, comme dans l'article 2 de la Déclaration Universelle des droits de l'homme de 1948 qui inclut des marques explicites de non-exhaustivité avec la répétition de « toute autre », relativise les effets pervers du terme « race » et met l'accent sur les droits universels de chaque individu.
Au Sénat, en 2008, Robert Badinter propose lui aussi de compléter l’énumération « sans distinction d’origine, de race ou de religion », parce que selon lui « il n’y a pas de raison d’oublier les autres discriminations et les fléaux qu’elles engendrent », ou bien de la supprimer entièrement, l'article 1er deviendrait simplement « La France est une République indivisible, laïque, démocratique et sociale. Elle assure l’égalité devant la loi de tous les citoyens ».
Clémence Lavigne mentionne une solution qui n'a jamais été envisagée par les parlementaires, peut-être parce qu'elle n'a pas la forte portée symbolique recherchée : faire précéder le texte d'un préambule qui clarifierait l’emploi du mot « race », comme c'est le cas dans plusieurs textes européens,.
La lutte contre le racisme n'est sans doute pas qu'une affaire de mots, mais ce débat n'est pas vain, comme l'explique le sociologue Didier Fassin, cité par Clémence Lavigne :

« La difficulté de dire nous place dans une obligation de penser, autrement dit notre maladresse pour désigner ces questions et ces catégories “raciales” n’est pas un handicap qu’il faudrait surmonter, mais une vérité que l’on doit appréhender. »

— Didier Fassin

## Équivalents à l'étranger

### Textes nationaux
Après la Première guerre mondiale, le mot « race » est encore relativement peu utilisé en Europe. L'expression « sans distinction de race » apparait dans la Constitution autrichienne de 1920 et la Constitution tchécoslovaque de 1920, ainsi que dans la Constitution soviétique de 1936. Après la Seconde Guerre mondiale, la Constitution yougoslave de 1946 décide à l'article 21 l'égalité de tous les citoyens « sans distinction de race ». Le préambule de la Constitution française de 1946 reprend plus tard la formule en l'appliquant à tout être humain. L'expression apparait ensuite dans les traités de paix du 10 février 1947, la Constitution italienne de 1947, la loi fondamentale allemande de 1949 et dans toutes les Constitutions adoptées après 1945 par les États ex-communistes, européens, américains, asiatiques et africains,.
La Constitution sud-africaine de 1961 fait exception, mais elle vient surtout consacrer la rupture avec le Commonwealth et ne contient pas de déclaration de droits, les principes de l'apartheid étant régis par d'autres lois. Tout autres sont les textes constitutionnels sud-africains adoptés après la fin de l'apartheid : la « race » est un motif prohibé de discrimination dans la Constitution sud-africaine de 1996,,. Celle-ci autorise la discrimination positive basée sur la « race » (affirmative action), au contraire des discriminations injustes (unfair discrimination), et condamne la haine raciale. La Cour constitutionnelle d'Afrique du Sud a rappelé que la Constitution a pour objectif à long terme de créer une société « non raciale » dans laquelle l'importance de la « race » disparaîtrait, mais son texte n'est pas neutre sur le plan racial parce qu'on ne peut ignorer « l'histoire flagrante du pays dans laquelle la race, superposée à la classe et au sexe, a été le facteur déterminant de la distribution des ressources dans notre société pendant plus de 300 ans d'existence ». Le constitutionnaliste Pierre de Vos (en) s'oppose au point de vue daltonien (colorblind) qui « nie la réalité de la race », en expliquant que la Constitution sud-africaine « diffère de celles qui partent du principe que tous sont égaux et qui, ce faisant, ne font qu'entériner les inégalités existantes ».
La Constitution de l'Australie est la seule qui permet encore à son parlement national de discriminer des personnes en raison de leur « race ». Elle est entrée en vigueur en 1901 avec plusieurs articles mentionnant la « race aborigène » ; le premier Premier ministre Edmund Barton insistait alors pour que le Commonwealth puisse « réglementer les affaires des personnes de couleur ou de race inférieure ». Cette constitution a été amendée plusieurs fois (en) (la dernière fois en 1967) pour reconnaitre les droits des Aborigènes, mais elle inclut encore l'article 25 (en), qui stipule que les États peuvent exclure des personnes du droit de vote aux élections en raison de leur « race », et l'article 51 (appelé Race power), qui accorde au Commonwealth australien le pouvoir d'adopter des lois spéciales pour les personnes « de n'importe quelle race ». À l'occasion de la controverse sur le pont de l'île Hindmarsh (en), la Haute Cour australienne a rappelé en 1998 que la Constitution permet au parlement national d'adopter des lois racistes . Dans la déclaration d'Uluru en 2017, les peuples autochtones demandent la création d'un organe (« la Voix ») qui pourrait émettre des avis sur les lois et les politiques publiques qui affectent les Aborigènes et les insulaires du détroit de Torres. La décision est soumise à un référendum en 2023, et finalement rejetée,. Pendant la campagne, les détracteurs affirment notamment que « l'amendement à la constitution est basé sur la race, donc il est raciste » ; les partisans rappellent au contraire que la Constitution australienne est raciste depuis son origine, et que l'amendement permettrait de reconnaitre les autochtones, en aucun cas de valider l'existence de races biologiques.
L'Autriche mène la première des réflexions pour supprimer le mot « race » de sa législation, et remplace en 2004 ce terme par « appartenance ethnique » (ethnische Zugehörigkeit) dans la loi fédérale sur l'égalité de traitement (Gleichbehandlungsgesetz) et dans la loi fédérale sur l’égalité de traitement applicable dans le secteur des services publics (Bundesgleichbehandlungsgesetz), mais pas dans son code pénal. La Finlande utilise les termes « race » et « racial » dans son code pénal, mais en 2000 c'est le terme « origine » (alkuperän) qui est préféré dans sa Constitution. La Suède a supprimé en 2008 le terme race du texte de la loi sur la non-discrimination (Diskrimineringslagen), c'est le terme « ethnicité » qui est utilisé. 
En Allemagne, l'utilisation du mot « race » dans la Constitution (Grundgesetz) est remis en question en 2008 par l'Institut allemand des droits humains (qui estime que le texte ne peut contenir un terme « utilisé depuis la fin du XVIIe siècle pour catégoriser et hiérarchiser des groupes de personnes »), et en 2015 par l’association Initiative des personnes noires. Le débat est relancé en Allemagne après le meurtre de George Floyd, et une procédure de révision est ouverte en 2021 pour remplacer le mot « race » par une référence au racisme, puis ajournée, faute de consensus,,. Les arguments du débat sont sensiblement les mêmes qu'en France.
L'utilisation du mot « race » ne fait en revanche pas débat dans les pays anglophones : le mot est utilisé dans le quinzième amendement de la Constitution des États-Unis adopté en 1870, et il est devenu d’un usage administratif, juridique et ordinaire banal,,. Au Royaume-Uni, le Race Relations Act condamne depuis 1965 les discriminations raciales. À rebours de la critical race theory, qui fait un usage émancipatoire du concept de race,, il existe cependant un courant « éliminativiste » dans la littérature philosophique nord-américaine, essentiellement incarné par Anthony Appiah, qui défend l'idée qu'on peut lutter contre le racisme en n'utilisant plus le mot « race ».

### Textes internationaux

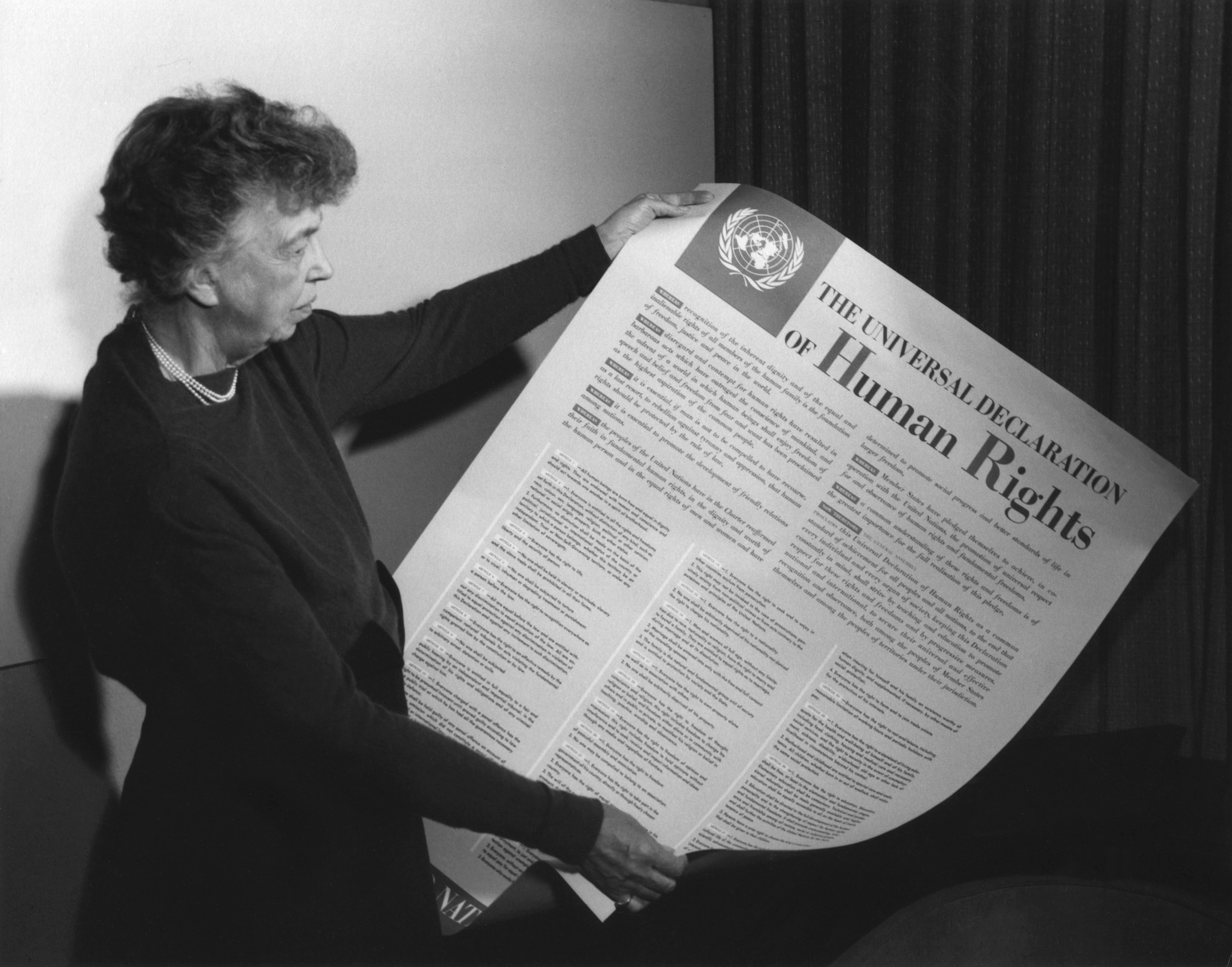
Eleanor Roosevelt tenant la version anglaise de la Déclaration universelle des droits de l'homme en novembre 1949.

La condamnation de toute discrimination raciale est incluse dans tous les grands traités internationaux à partir de la Déclaration universelle des droits de l'homme de 1948,.
Ouverte par l'ONU à la signature des États le 21 décembre 1965, la Convention internationale sur l'élimination de toutes les formes de discrimination raciale édicte « l'expression « discrimination raciale » vise toute distinction, exclusion, restriction ou préférence fondée sur la race,. » La France la signe le 18 avril 1971, alors que ni le gouvernement ni la majorité parlementaire n'envisagent qu'elle puisse entraîner une modification de la législation, ce qui sera pourtant le cas avec la loi de 1972 contre le racisme.
Le mot « race » figure également dans les textes européens, notamment à l’article 10 du Traité sur le fonctionnement de l'Union européenne signé par la France le 25 mars 1957, qui dispose que « dans la définition et la mise en œuvre de ses politiques et actions, l’Union cherche à combattre toute discrimination fondée sur […] la race ou l’origine ethnique ». De même, la Charte des droits fondamentaux de l'Union européenne adoptée le 7 décembre 2000 interdit dans son article 21 « toute discrimination fondée notamment sur […] la race, la couleur, les origines ethniques », et la directive du 29 juin 2000 explicite le principe de l’égalité de traitement entre les personnes « sans distinction de race ou d’origine ethnique », en faisant précéder le texte d'un avertissement sur la signification du mot « race »,.